# Tour de Chalais
La tour de Chalais (ruine du château Chalesi) est une tour historique sur la commune de Chalais en Suisse. L'édifice, aujourd'hui ruiné, est une des seules tours quadrangulaire du XIIIe siècle qui ait survécu intégralement jusqu'à nos jours[réf. nécessaire].

## Histoire
La tour et le château était la propriété de la famille féodale de Chalais, relevant d'abord de l'évêque de Sion. Elle passa ensuite aux Bluvignoud, puis à une série de familles nobles, en dernier lieu aux Chevron, avec Humbert (V) de Chevron ou de Villette devenu vidomne et sénéchal de Sion et de Sierre. L'évêque la racheta au milieu du XVIe siècle.
En 1856 on avait tenté sans succès de l'abattre pour en tirer les pierres nécessaire à la construction de la nouvelle église. Au cours des années 1930, on a taillé le monticule au pied de la tour, pour y aménager une vigne. En 1936, la moitié de la tour quasi suspendue dans le vide s'est écroulée…